# Möbelbau
Als Möbelbau bezeichnet man den Bau, d. h. die Herstellung von Möbeln. Der Möbelbau gehört zu den ältesten Tätigkeiten der menschlichen Kulturgeschichte. Die Stilrichtung des Möbels wird nach verschiedenen Zeitepochen eingeteilt, oft analog zu Architektur-Epochen. Der Entwurf wird als Möbeldesign bezeichnet.

## Geschichte
Hatte er ursprünglich den Charakter einer vorwiegend handwerklichen – teilweise auch künstlerischen – Tätigkeit, so brachte ab Mitte des 19. Jahrhunderts die Maschinentechnik und die industrielle Produktion eine starke Umwälzung. Statt der früheren Herstellung von Einzelstücken, die heute dem obersten Preissegment vorbehalten ist, überwiegt heute
- die Massen- und Serienproduktion (System 32)
- die Möbel werden für den Transport zerlegbar hergestellt
- als Rohstoff dienen hauptsächlich Holzwerkstoffe (und im hochpreisigen Bereich Metalle)

Für die Herstellung von Stilmöbeln nutzte man die Maschinenkraft im 18. und 19. Jahrhundert nur zur Rationalisierung der Handarbeit. Erst der Bugholzstuhl des rheinischen Tischlers Thonet mit im Wasserdampf gebogenen Buchenholz war für die Mechanisierung geeignet – und gleichzeitig ein billiges, stabiles und zerlegbares Paketmöbel. Für modernere Formgebung und Produktionsweise wurden in den 1920er Jahren die Sperrholz- und Stahlrohrmöbel typisch. Später kamen verstellbare Möbel.
Auch die Einbauküche erfuhr mit der Frankfurter Küche zu jener Zeit eine wesentliche Neuerung.
Entsprechend hat sich auch der Beruf des Tischlers bzw. Schreiners einerseits auf industrielle Fertigung in Montagebetrieben verlagert, andererseits auf den Bereich von Sonderanfertigungen. Gleichzeitig mit der Spezialisierung der Holzberufe hat in den letzten Jahrzehnten das Heimwerken einen starken Aufschwung genommen. Dabei reicht die Spannweite der von Laien selbst ausgeführten Arbeiten von kleineren Ausbesserungen über Restaurierungen bis zum Eigenbau von Möbelstücken.

## Kategorien
Hinsichtlich der Endprodukte kann der Möbelbau in folgende Bereiche gegliedert werden:
- Kastenmöbel (Schränke und Truhen, Regale usw.)
- Tafelmöbel (Tische, Pulte, Anrichten usw.)
- Sitz- und Liegemöbel (Sessel, Bett, Liege, Fauteuil),
- die sich aber bei Büro-, Garten- und Küchenmöbeln sowie für die Einrichtung von Geschäftslokalen überschneiden.